# Die Hard: Nakatomi Plaza
Die Hard: Nakatomi Plaza es un videojuego de disparos en primera persona desarrollado por Piranha Games y publicado por Fox Interactive junto con Vivendi Universal Games y su filial Sierra Entertainment exclusivamente para Microsoft Windows. El juego originalmente usaba un motor de compilación modificado, más tarde el motor GoldSrc, antes de que finalmente se trasladara al motor Lithtech. El juego cuenta con la voz de Reginald VelJohnson, retomando su papel de Al Powell.

## Premisa
El juego consiste principalmente en recreaciones de eventos de la primera película Die Hard en forma de un shooter en primera persona; sin embargo, hay elementos adicionales que son exclusivos del juego. Los jugadores asumen el papel de John McClane, intentando frustrar el ataque terrorista en Nakatomi Plaza. Los niveles se basan en los decorados de la película y también se han recreado las distintas escenas de acción de la película.
El juego amplía la trama de la película, agregando algunas misiones que no ocurrieron en la película, como escoltar a un equipo SWAT por el edificio de oficinas y salvar a varios rehenes en varios pisos.
El juego presenta un juego de disparos en primera persona estándar. Hay cinco tipos diferentes de armas de fuego, así como otros elementos, como un encendedor Zippo y una radio Motorola, que se pueden utilizar para realizar diversas tareas.

## Recepción
El juego recibió críticas "mixtas" según el sitio web de agregación de reseñas Metacritic.